# Amphitrüón
Amphitrüón (görög betűkkel Ἀμφιτρύων) görög mitológiában Amphitrüón Alkaiosz tirünszi király fia, akinek hamarosan menekülnie kellett a városból, mert megsértette apja törvényeit azzal, hogy megölte menyasszonya, Alkméné apját, mert nem tudtak megegyezni a hozományban. Amphitrüón és Alkméné Thébaiba menekültek, ám az isteni igazságtétel elől nem menekülhettek el. Kiváltképp azért nem, mert a főistennek, Zeusznak igen megtetszett Alkméné, és egy tervet eszelt ki a hűséges asszony elcsábítására. Amphitrüón az isteni rendelet alapján nem hálhatott addig Alkménéval, amíg bosszút nem áll a leány bátyjait megölő téleboákon. Amíg Amphitrüón távol volt, Zeusz felvette a távol harcoló 
férj alakját, és elcsábította Alkménét. Aznap este érkezett haza győztesen az igazi Amphitrüón is, aki végre együtt hálhatott feleségével. Így Alkméné ikreket szült, Zeusztól Héraklészt, Amphitrüóntól Iphiklészt.
Amphitrüón neve azt jelenti, hogy két oldalról zaklatott, ami egyrészt a beteljesületlen szerelemre, másrészt Zeuszra értendő. Furcsa szerelmi történetét sok komédiaíró feldolgozta, és Shakespeare Szentivánéji álom című darabjában is nagy hatással jelentkezik.
| Előző uralkodó: Élektrüón | Mükénéi király i. e. 14. század kupolasírok dinasztiája | Következő uralkodó: Szthenelosz |

| Előző uralkodó: Alkaiosz | tirünszi király i. e. 14. század | Következő uralkodó: Szthenelosz |

1. ↑  „Alcmena” (orosz nyelven). Realʹnyj slovarʹ klassičeskih drevnostej po Lûbkeru.
2. ↑  „Amphitruo” (orosz nyelven). Realʹnyj slovarʹ klassičeskih drevnostej po Lûbkeru.